# Filip Vujanović
Filip Vujanović (en serbio: Филип Вујановић; n. Belgrado, 1 de septiembre de 1954) es un abogado, empresario y político montenegrino. Fue presidente de Montenegro desde 2003 hasta el año 2018. Fue ministro de Justicia (marzo de 1993-mayo de 1995), ministro de Interior (mayo de 1995-febrero de 1998) y primer ministro (5 de febrero de 1998-5 de noviembre de 2002). Con la independencia del país en 2006, se convirtió en el primer presidente del Montenegro como estado independiente y separado de Serbia.

## Biografía
Vujanović se licenció en la Facultad de Derecho de Universidad de Belgrado.
Está casado y tiene dos hijas y un hijo.
Es miembro del Partido de los Socialistas Democráticos de Montenegro.